# Elcaribe laticornis
Elcaribe laticornis är en tvåvingeart som först beskrevs av Friedrich Hermann Loew 1869.  Elcaribe laticornis ingår i släktet Elcaribe och familjen stilettflugor. Inga underarter finns listade i Catalogue of Life.